# Spoorlijn Aubréville - Apremont
De Spoorlijn Aubréville - Apremont was een Franse spoorlijn van Aubréville naar Apremont. De lijn was 19 km lang.

## Geschiedenis
De lijn werd aangelegd door de United States Army en geopend in 1918. Na de Eerste Wereldoorlog heeft er vanaf 1922 tot 1930 personenvervoer plaatsgevonden tussen Aubréville en Varennes-en-Argonne, goederenvervoer was er tot 1937. Daarna is de lijn gesloten en opgebroken. 

## Aansluitingen
In de volgende plaatsen was er een aansluiting op de volgende spoorlijnen:
Aubréville
RFN 085 000, spoorlijn tussen Saint-Hilaire-au-Temple en Hagondange
Apremont
RFN 208 000, spoorlijn tussen Challerange en Apremont